# Dudu Feitoza
Eduardo Feitoza Sampaio, mais conhecido como Dudu (Rio de Janeiro, 14 de dezembro de 1998), é um futebolista brasileiro que atua como meio-campista. Atualmente defende o Shkupi, da Macedônia.

## Clubes

### Vasco da Gama
Chegou no Vasco da Gama em 2010 para atuar nas categorias de base e fez parte da famosa Geração 98 do clube carioca, considerada uma das mais vitoriosas de sua história recente, que revelou Douglas Luiz, Mateus Vital, Evander e Andrey, dentre outros, e conquistou diversos títulos, como os Campeonatos Cariocas sub-15, sub-17 e sub-20.
Fez sua estreia no time profissional em 2018, aos 19 anos, na derrota para o Corinthians por 1x0, em jogo válido pela 35ª rodada do Campeonato Brasileiro, quando substituiu Andrey aos 35 minutos do segundo tempo. Após a estreia, foi relacionado para outras quatro partidas: contra o São Paulo, Palmeiras, Ceará e contra o Internacional, porém, não entrou em campo.[carece de fontes?]
Em 2019, foi integrado aos profissionais definitivamente pelo treinador Alberto Valentim, participando da conquista do título da Taça Guanabara, onde atuou em 3 partidas e anotou um gol, marcado no jogo contra o Volta Redonda, em São Januário. A partir do início da Taça Rio, não teve mais chances no time principal, permanecendo sem atuar no restante da temporada.

### Paraná
No início de 2020, após passar a maior parte do ano de 2019 sem ser sequer relacionado, Dudu foi emprestado pelo Vasco ao Paraná Clube para a disputa do Campeonato Paranaense, Copa do Brasil e Campeonato Brasileiro da Série B, no entanto, em setembro do mesmo ano, após apenas 4 jogos e nenhum gol marcado, o meia foi devolvido ao Vasco.

### Figueirense
Poucos dias após se desligar do Paraná, o jogador foi anunciado pelo Figueirense, com contrato de empréstimo até o final da Série B.
Na sua partida de estreia, contra o América Mineiro na Arena Independência, em jogo válido pela 10ª rodada da Série B, Dudu fez o gol da vitória do Figueirense por 1x0, que tirou o time da zona de rebaixamento. Apesar de ter terminado a competição como vice artilheiro do time, com 4 gols, atrás apenas de Diego Gonçalves, não evitou a inédita queda do Figueirense Futebol Clube para o Campeonato Brasileiro de Futebol - Série C.[carece de fontes?]

### CRB
Em razão do bom desempenho no time catarinense, o jogador foi anunciado pelo CRB até o final da temporada.
Após participar de 23 jogos na temporada, marcar 2 gols e dar 2 assistências mesmo tendo atuado por 90 minutos em apenas 2 jogos no ano, Dudu acertou sua permanência no CRB para a temporada 2022. Ao término do Campeonato Alagoano, o jogador deixou o clube.

### Gloria Buzău
Após a sua saída do CRB, Dudu se transferiu para o Gloria Buzău, para a disputa da Liga II da Romênia.

## Títulos
Vasco da Gama
- Taça Guanabara: 2019